# Uvaria zschokkei
Uvaria zschokkei är en kirimojaväxtart som beskrevs av Adolph Daniel Edward Elmer. Uvaria zschokkei ingår i släktet Uvaria och familjen kirimojaväxter. Inga underarter finns listade i Catalogue of Life.